# Johann Wilhelm Burich von Pournay

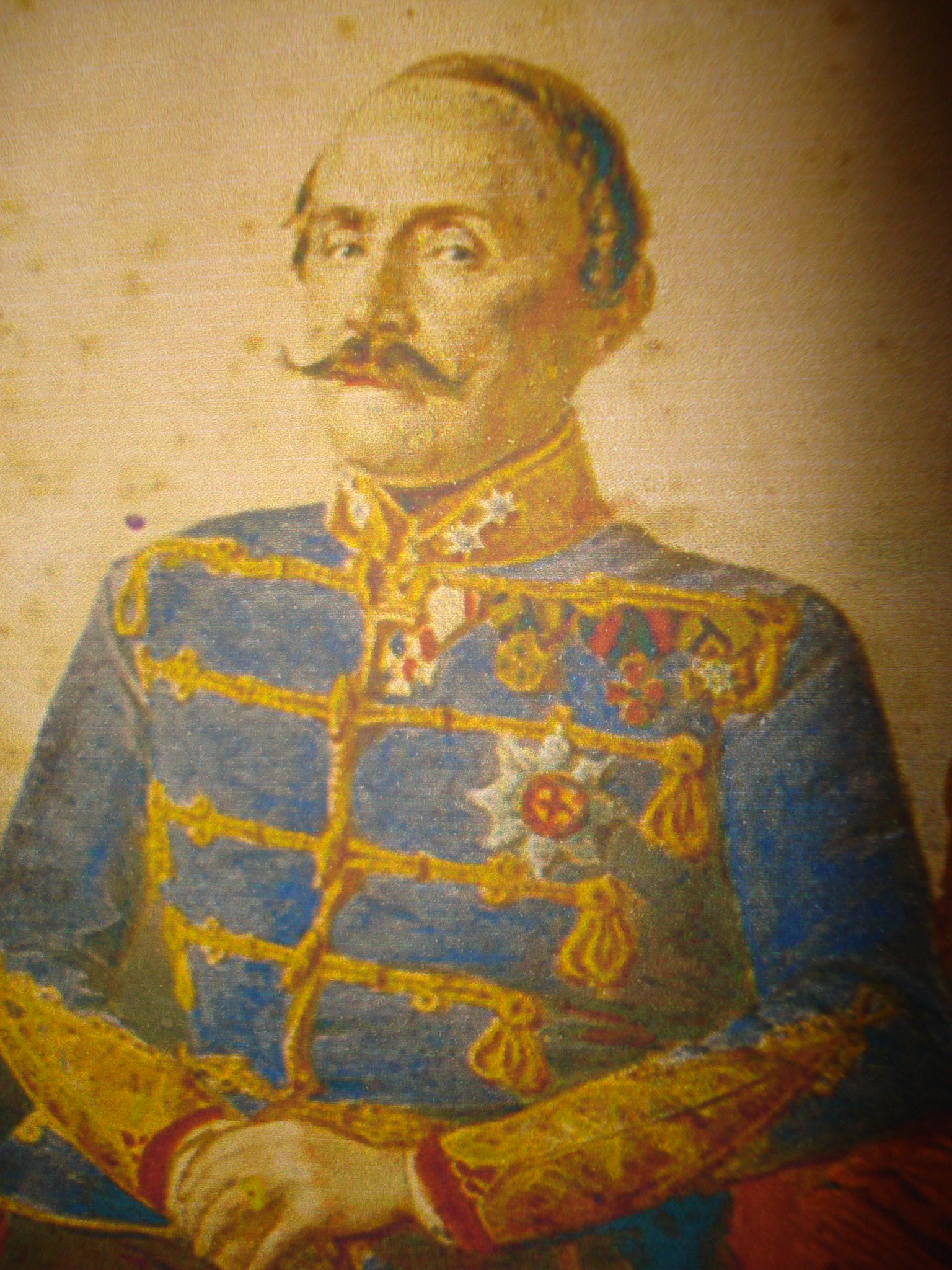
Johann Wilhelm Burich von Pournay (1792–1858)

Freiherr Johann Wilhelm Burich von Pournay  (* 24. Juli 1792 in Agram; † 30. März 1858 in Warasdin) war k. k. Feldmarschall-Lieutenant und Ritter des Maria-Theresien-Ordens.

## Herkunft
Seine Eltern waren der k. k. Oberstleutnant und Ritter des Maria-Theresien-Ordens Freiherr Adam Franz Burich von Pournay (1732–1803) und dessen Ehefrau Renate Stöger von Schönthall (* 1772; † 1856). Seine Schwester Franziska (* 9. November 1793) war mit Joseph Istvansy von Kiß-Asso verheiratet.

## Leben
Er kam 1809 zur österreichischen Armee, wurde Kadett im Infanterie-Regiment Nr. 62 und Fähnrich im St Georger-Grenzer-Regiment, während des Fünften Koalitionskriegs. In den Befreiungskriegen stand er als Oberleutnant des Infanterie-Regiments Erzherzog Karl bei Grenadier-Bataillon Faber in Italien. Am 8. Februar 1814 kämpfte er in der Schlacht am Mincio und wurde dort verwundet.
Nach dem Krieg wechselte er zur Kavallerie und kam 1816 in das neu errichtete Chevauxleger-Regiment Nr. 7, 1821 wurde er Second-Rittmeister und 1829 Eskadronskommandeur. Im Jahr 1832 wechselte er als Major in das Chevauxleger-Regiment Nr. 3 und wurde dort 1835 Oberstleutnant. Anschließend kam er 1838 als Oberst in das  Husaren-Regiment Nr. 6, im Jahr 1846 erfolgte seine Beförderung zum Generalmajor und Brigadier in Ungarn. 1848 war er mit dem Aufstellen von Reservetruppen an der steierischen Grenze beauftragt und machte sich um die Stabilisierung der Lage am Plattensee verdient.
Während der Unruhen von 1849 stand er, im April 1849 zum Feldmarschall-Lieutenant ernannt, beim 3. Armeekorps der Donauarmee, später beim 1. Armee- und Reservecorps. Im Feldzug von 1849 in Ungarn erhielt er eine eigene Division im 4. Armeekorps unter Ludwig von Wohlgemuth. Er kämpfte vorbildlich in der Schlacht von Pered und wurde 1850 mit Maria-Theresien-Orden und dem Kommandeurskreuz des Ordens der eisernen Krone ausgezeichnet. Er war zunächst Divisionär in Agram und ließ sich nach seiner Pensionierung in Warasdin nieder.
Burich heiratete am 6. Januar 1852 Anna Reßler (* 24. Juli 1830). Die Ehe war kinderlos. Damit war die freiherrliche Linie Burich von Pournay im Mannesstamm erloschen.